# PILRA
PILRA (англ. Paired immunoglobin like type 2 receptor alpha) – білок, який кодується однойменним геном, розташованим у людей на короткому плечі 7-ї хромосоми. Довжина поліпептидного ланцюга білка становить 303 амінокислот, а молекулярна маса — 34 005.
| 10         |  | 20         |  | 30         |  | 40         |  | 50         |
| ---------- |  | ---------- |  | ---------- |  | ---------- |  | ---------- |
| MGRPLLLPLL |  | PLLLPPAFLQ |  | PSGSTGSGPS |  | YLYGVTQPKH |  | LSASMGGSVE |
| IPFSFYYPWE |  | LATAPDVRIS |  | WRRGHFHRQS |  | FYSTRPPSIH |  | KDYVNRLFLN |
| WTEGQKSGFL |  | RISNLQKQDQ |  | SVYFCRVELD |  | TRSSGRQQWQ |  | SIEGTKLSIT |
| QAVTTTTQRP |  | SSMTTTWRLS |  | STTTTTGLRV |  | TQGKRRSDSW |  | HISLETAVGV |
| AVAVTVLGIM |  | ILGLICLLRW |  | RRRKGQQRTK |  | ATTPAREPFQ |  | NTEEPYENIR |
| NEGQNTDPKL |  | NPKDDGIVYA |  | SLALSSSTSP |  | RAPPSHRPLK |  | SPQNETLYSV |
| LKA        |  |            |  |            |  |            |  |            |

A: Аланін

C: Цистеїн

D: Аспарагінова кислота

E: Глутамінова кислота

F: Фенілаланін

G: Гліцин

H: Гістидин

I: Ізолейцин

K: Лізин

L: Лейцин

M: Метіонін

N: Аспарагін

P: Пролін

Q: Глутамін

R: Аргінін

S: Серин

T: Треонін

V: Валін

W: Триптофан

Кодований геном білок за функціями належить до рецепторів, фосфопротеїнів. 
Задіяний у таких біологічних процесах, як взаємодія хазяїн-вірус, альтернативний сплайсинг. 
Локалізований у клітинній мембрані, мембрані.
Також секретований назовні.